# Clan Tsugaru
Il clan Tsugaru (津軽氏?, Tsugaru-shi) fu un clan giapponese originario del nord Giappone, precisamente della provincia di Mutsu.
Inizialmente chiamato clan Ōura (大浦氏?, Ōura-shi), faceva parte di uno dei vari rami che costituivano il clan Nanbu. Ōura Tamenobu riuscì a rendere il clan indipendente dai Nanbu durante il periodo Azuchi-Momoyama e, dopo aver conquistato il distretto di Tsugaru, cambiò il nome del clan. Furono dalla parte dei Tokugawa durante la battaglia di Sekigahara e all'inizio del periodo Edo governarono il dominio di Hirosaki. Un secondo ramo del clan si stabilì successivamente nel dominio di Kuroishi. Gli Tsugaru sopravvissero come daimyō fino al rinnovamento Meiji quando Tsugaru Tsuguakira di Hirosaki e Tsugaru Tsugumichi di Kuroishi furono privati del loro titolo. Le loro famiglie divennero parte della nuova nobiltà del periodo Meiji.

## Storia

### Periodo Sengoku
Il clan Tsugaru dichiarava di discendere dal ramo Kawachi-Genji del clan Minamoto; successivamente la dichiarazione d'origine cambiò con la famiglia Konoe, la quale a sua volta era un ramo del clan Fujiwara. Inizialmente erano conosciuti come clan Ōura (大浦氏?, Ōura-shi), uno dei rami cadetti del clan Nanbu che governava nel nord della provincia di Mutsu. Le relazioni tra i due clan peggiorarono quando nel 1571 gli Ōura dichiararono la loro indipendenza dal clan Nanbu durante la guida di Ōura Tamenobu. Tamenobu aveva la carica di vice magistrato sotto il controllo locale di Ishikawa Takanobu del clan Nanbu; tuttavia attaccò e uccise Ishikawa e catturò diversi castelli dei Nanbu.. Tamenobu attaccò anche Kitabatake Akimura (un'altra forte figura locale) e catturò il suo castello di Namioka. Il clan Ōura continuò a combattere contro il clan Nanbu, guidato da Nanbu Nobunao, e continuerà a farlo per molti anni. Nel 1590 Tamenobu giurò fedeltà a Toyotomi Hideyoshi e quest'ultimo confermò Tamenobu nei suoi possedimenti.

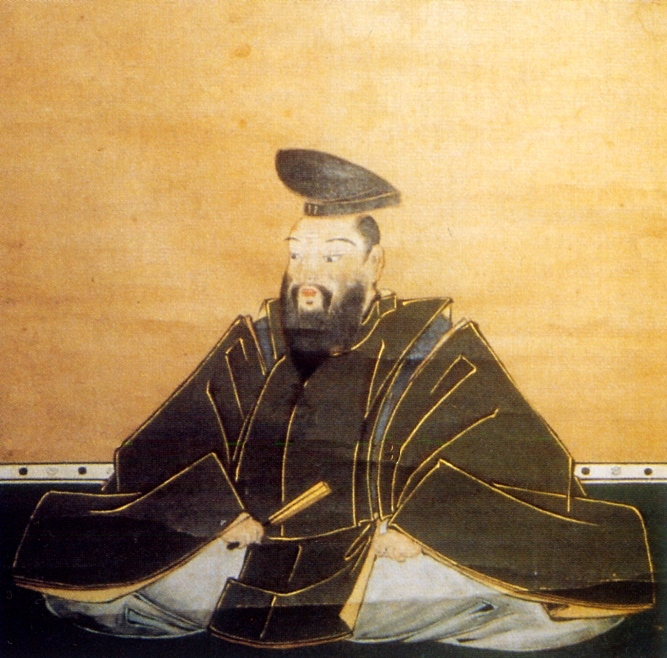
Tsugaru (Ōura) Tamenobu

### Periodo Edo
Il clan Tsugaru si schierò con Tokugawa Ieyasu durante la battaglia di Sekigahara nel 1600. Tamenobu tuttavia lasciò che il figlio Nobutake si schierasse con Ishida Mitsunari.
Anche i Nanbu si schierarono con l'armata Orientale. Dopo la vittoria Tokugawa il clan Tsugaru incrementò i suoi territori e ottennero il permesso per mantenere il loro dominio di Hirosaki. Il piccolo dominio aveva inizialmente un valore di 45.000 koku ma venne successivamente incrementato a 100.000 koku. Tamenobu rimase politicamente attivo nei primi anni del periodo Edo, soprattutto nella regione di Kansai; morì a Kyoto nel 1608. Gli succedette il terzo figlio Nobuhira.
L'inizio del periodo Edo fu contrassegnato da numerose dispute O-Ie Sōdō per la successione che coinvolsero la famiglia Tsugaru; i tumulti Tsugaru (津軽騒動?, Tsugaru-sōdō) del 1607, la rivolta di Kōsaka Kurando (高坂蔵人の乱?, Kōsaka Kurando no ran) del 1612, i tumulti Funabashi (船橋騒動?, Funabashi-sōdō) del 1634, e i tumulti Shōhō (正保騒動?, Shōhō-sōdō) del 1647. Nel 1821 ci fu un tentativo di Sōma Daisaku, ex servitore del clan Nanbu, per assassinare il daimyō Tsugaru; questo dimostra che la rivalità tra due clan era ancora forte dopo oltre due secoli.
Il ramo maggiore degli Tsugaru fu fondato nel 1656, a cui fu prima affidato il rango di hatamoto, prima di essere promosso allo stato di daimyō nel 1809; questo ramo divenne la famiglia dominante del dominio di Kuroishi che immediatamente limitò il potere della famiglia originale. Un ramo minore fu fondato da Tsugaru Nobuzumi, figlio del primo capo famiglia del dominio di Kuroishi; questo ramo rimase hatamoto fino alla fine del periodo Edo. Il principale tempio dov'è sepolta la famiglia principale Tsugaru si trova a Chōshō-ji. Sebbene nessuna famiglia degli Tsugaru abbia mai avuto un ufficio presso lo shogunato Tokugawa, gli Tsugaru di Hirosaki (assieme a molti altri clan del nord Honshū) aiutò lo shogunato a controllare la regione di frontiera di Ezochi (oggi Hokkaidō).

### Guerra Boshin

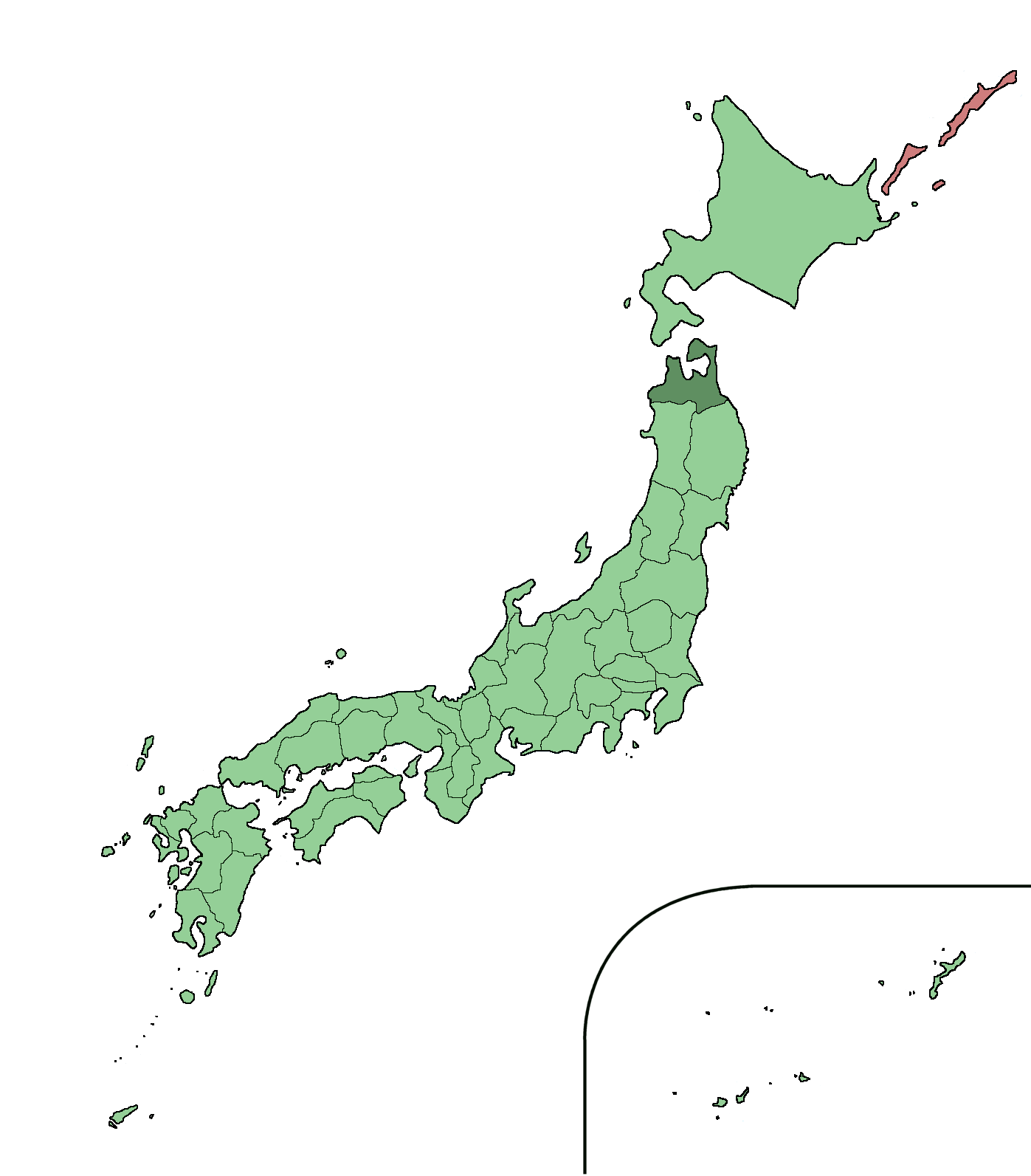
Mappa moderna del Giappone. La prefettura di Aomori, che contiene i vecchi domini di Hirosaki e Kuroishi, è evidenziata in verde scuro

Durante la guerra Boshin del 1868-69, il clan Tsugaru inizialmente si schierò con le forze imperiali ed attaccò le vicine forze del dominio di Shōnai. Tuttavia cambiò presto lato e fu tra i firmatari dello Ōuetsu Reppan Dōmei prima di uscirne e tornare ad allearsi con la fazione imperiale. Non presero mai parte alle azioni militari contro le forze imperiali. Il ramo Kuroishi si alleò agli Hirosaki-Tsugaru e si schierò con le forze imperiali. Di conseguenza l'intero clan evitò le punizione che il governo imperiale emanò contro molti domini firmatari dello Ōuetsu Reppan Dōmei. Quando il nord dell'Honshū fu pacificato le forze Tsugaru si unirono alle armate imperiali nell'attacco alla Repubblica di Ezo ad Hakodate. Come premio per l'assistenza il governo Meiji garantì agli Tsugaru di Hirosaki un incremento di 10.000 koku del proprio feudo. Entrambi i rami degli Tsugaru divennero funzionari imperiali (藩知事?, han chiji) dei loro domini nel 1869. Due anni dopo, assieme a tutti gli altri daimyō, gli han vennero aboliti con l'abolizione del sistema han.

### Periodo Meiji
Durante il periodo Meiiji Tsugaru Tsuguakira, che era stato l'ultimo daimyō della principale famiglia Tsugaru, ricevette il nobile titolo di Conte (hakushaku) nel nuovo sistema Kazoku. Tsugaru Tsugumichi, ultimo daimyō del ramo Kuroishi-Tsugaru divenne Visconte (shishaku).
La Principessa Hitachi è una diretta discendente del ramo principale della famiglia Tsugaru.

## Capi famiglia

### Linea principale (Hirosaki)
- Nanbu Moriyuki
- Ōura Norinobu
- Ōura Motonobu
- Ōura Mitsunobu (1460–1526)
- Ōura Morinobu (1483–1538)
- Ōura Masanobu (1497–1541)
- Ōura Tamenori (1520–1567)

(come clan Tsugaru)
- Tsugaru Tamenobu (1550–1608)
- Tsugaru Nobuhira (1586–1631)
- Tsugaru Nobuyoshi (1619–1655)
- Tsugaru Nobumasa (1646–1710)
- Tsugaru Nobuhisa (1669–1746)
- Tsugaru Nobuaki (1719–1744)

(Tsugaru continuazione)
- Tsugaru Nobuyasu (1739–1784)
- Tsugaru Nobuakira (1762–1791)
- Tsugaru Yasuchika (1765–1833)
- Tsugaru Nobuyuki (1800–1862)
- Tsugaru Yukitsugu (1800–1865)
- Tsugaru Tsuguakira (1840–1916)
- Tsugaru Hidemaro (1916-?)
- Tsugaru Yoshitaka

### Ramo cadetto (Kuroishi)
come hatamoto 
- Tsugaru Nobufusa (1620–1662)
- Tsugaru Nobutoshi (1646–1683)
- Tsugaru Masatake (1667–1743)
- Tsugaru Hisayo (1699–1758)
- Tsugaru Akitaka (1724–1778)
- Tsugaru Yasuchika (1765–1833)
- Tsugaru Tsunetoshi (1787–1805)

come Tozama daimyō 
- Tsugaru Chikatari (1788-1849, promosso a daimyō)
- Tsugaru Yukinori (1800–1865)
- Tsugaru Tsuguyasu (1821–1851)
- Tsugaru Tsugumichi (1840–1903)

## Servitori importanti

### Hirosaki
- Tsugaru Takehiro
- Numata Sukemitsu (?-1612?)
- Morioka Nobumoto (1546–1600)
- Kanehira Tsunanori
- Ogasawara Nobukiyo
- Hattori Yasunari

- Sugiyama Gengo (1589?-1641?; secondo figlio di Ishida Mitsunari)
- Daidōji Naohide (1552–1642)
- Daidōji Naohide (2nd) (?-1636)
- Shibue Chūsai (1805–1858)[19]